# Elezioni comunali in Campania del 2011
Le elezioni comunali in Campania del 2011 si tennero il 15-16 maggio, con ballottaggio il 29-30 maggio.

## Napoli

### Napoli
| Candidati | Candidati                                 | Voti                        | %     | Liste                            | Voti    | %     | Seggi |
| --- | ----------------------------------------- | --------------------------- | ----- | -------------------------------- | ------- | ----- | ----- |
| | Luigi De Magistris Accede al ballottaggio | 128.303                     | 27,52 | Italia dei Valori                | 33.320  | 8,13  | 15    |
| Napoli è Tua | Luigi De Magistris Accede al ballottaggio | 128.303                     | 27,52 | 18.902                           | 4,61    | 8     |       |
| Federazione della Sinistra                                                                                           | Luigi De Magistris Accede al ballottaggio | 128.303                     | 27,52 | 15.008                           | 3,66    | 6     |       |
| Partito del Sud | Luigi De Magistris Accede al ballottaggio | 128.303                     | 27,52 | 1.292                            | 0,32    | -     |       |
| | Giovanni Lettieri Accede al ballottaggio  | 179.575                     | 38,52 | Il Popolo della Libertà          | 97.752  | 23,85 | 7     |
| Forza del Sud-Nuovo PSI                                                                                              | Giovanni Lettieri Accede al ballottaggio  | 179.575                     | 38,52 | 21.428                           | 5,23    | 1     |       |
| Noi Sud | Giovanni Lettieri Accede al ballottaggio  | 179.575                     | 38,52 | 14.658                           | 3,58    | 1     |       |
| Liberi con Lettieri                                                                                                  | Giovanni Lettieri Accede al ballottaggio  | 179.575                     | 38,52 | 12.571                           | 3,07    | 1     |       |
| I Popolari di Italia Domani                                                                                          | Giovanni Lettieri Accede al ballottaggio  | 179.575                     | 38,52 | 8.881                            | 2,17    | -     |       |
| Insieme per Napoli (Partito Pensionati-Partito di Azione per lo Sviluppo-Unione Popolare Cristiana-Lega Sud Ausonia) | Giovanni Lettieri Accede al ballottaggio  | 179.575                     | 38,52 | 6.776                            | 1,65    | -     |       |
| Partito Repubblicano Italiano                                                                                        | Giovanni Lettieri Accede al ballottaggio  | 179.575                     | 38,52 | 5.976                            | 1,46    | -     |       |
| La Destra | Giovanni Lettieri Accede al ballottaggio  | 179.575                     | 38,52 | 4.567                            | 1,11    | -     |       |
| Giovani in Corsa | Giovanni Lettieri Accede al ballottaggio  | 179.575                     | 38,52 | 3.089                            | 0,75    | -     |       |
| Alleanza di Centro per la Libertà                                                                                    | Giovanni Lettieri Accede al ballottaggio  | 179.575                     | 38,52 | 1.061                            | 0,26    | -     |       |
| Terzo Polo di Centro-Democrazia Cristiana                                                                            | Giovanni Lettieri Accede al ballottaggio  | 179.575                     | 38,52 | 142                              | 0,03    | -     |       |
| Seggio al candidato sindaco                                                                                          | Seggio al candidato sindaco               | Seggio al candidato sindaco | 38,52 | 1                                |         |       |       |
| | Mario Morcone                             | 89.280                      | 19,15 | Partito Democratico              | 68.018  | 16,59 | 4     |
| Sinistra Ecologia Libertà                                                                                            | Mario Morcone                             | 89.280                      | 19,15 | 16.283                           | 3,97    | -     |       |
| Le Competenze per Napoli                                                                                             | Mario Morcone                             | 89.280                      | 19,15 | 5.251                            | 1,28    | -     |       |
| Socialisti Laici Ecologisti Verdi (Partito Socialista Italiano (2007)-Federazione dei Verdi)                         | Mario Morcone                             | 89.280                      | 19,15 | 3.431                            | 0,84    | -     |       |
| Seggio al candidato sindaco                                                                                          | Seggio al candidato sindaco               | Seggio al candidato sindaco | 19,15 | 1                                |         |       |       |
| | Raimondo Pasquino                         | 45.449                      | 9,75  | Unione di Centro                 | 21.355  | 5,21  | 1     |
| Futuro e Libertà per l'Italia                                                                                        | Raimondo Pasquino                         | 45.449                      | 9,75  | 13.807                           | 3,37    | 1     |       |
| Alleanza per l'Italia                                                                                                | Raimondo Pasquino                         | 45.449                      | 9,75  | 6.003                            | 1,46    | -     |       |
| La Città | Raimondo Pasquino                         | 45.449                      | 9,75  | 5.904                            | 1,44    | -     |       |
| Seggio al candidato sindaco                                                                                          | Seggio al candidato sindaco               | Seggio al candidato sindaco | 9,75  | 1                                |         |       |       |
| | Clemente Mastella                         | 10.124                      | 2,17  | UDEUR - Popolari per il Sud      | 10.189  | 2,49  | -     |
| Mastella per Napoli                                                                                                  | Clemente Mastella                         | 10.124                      | 2,17  | 905                              | 0,22    | -     |       |
| | Roberto Fico                              | 6.441                       | 1,38  | Movimento 5 Stelle               | 7.203   | 1,76  | -     |
| | Raffaele Di Monda                         | 3.568                       | 0,77  | Programma Innovazione Nazionale  | 2.554   | 0,62  | -     |
| Insorgenza Civile | Raffaele Di Monda                         | 3.568                       | 0,77  | 1.024                            | 0,25    | -     |       |
| | Vittorio Lamberti                         | 1.612                       | 0,35  | Movimento Idea Sociale           | 954     | 0,23  | -     |
| | Ciro Formisano                            | 980                         | 0,21  | Partito Comunista dei Lavoratori | 813     | 0,20  | -     |
| | Giuseppe Marziale                         | 842                         | 0,18  | Napoli non si Piega              | 778     | 0,19  | -     |
| Totale | Totale                                    | 466.174                     | 100   |                                  | 409.895 | 100   | 48    |

### Casoria
| Candidati                           | Candidati                               | Voti                 | %     | Liste                   | Voti   | %     | Seggi |
| ----------------------------------- | --------------------------------------- | -------------------- | ----- | ----------------------- | ------ | ----- | ----- |
|                                     | Vincenzo Carfora Accede al ballottaggio | 13.428               | 33,48 | Alleanza per l'Italia   | 4.852  | 12,48 | 5     |
| Partito Democratico                 | Vincenzo Carfora Accede al ballottaggio | 13.428               | 33,48 | 4.340                   | 11,16  | 5     |       |
| Italia dei Valori                   | Vincenzo Carfora Accede al ballottaggio | 13.428               | 33,48 | 1.634                   | 4,20   | 2     |       |
| Futuro Libertà Impegno              | Vincenzo Carfora Accede al ballottaggio | 13.428               | 33,48 | 1.624                   | 4,18   | 1     |       |
|                                     | Massimo Iodice Accede al ballottaggio   | 14.884               | 37,11 | Unione di Centro        | 5.533  | 14,23 | 2     |
| Casoria in Positivo                 | Massimo Iodice Accede al ballottaggio   | 14.884               | 37,11 | 4.548                   | 11,70  | 2     |       |
| Nuovo PSI                           | Massimo Iodice Accede al ballottaggio   | 14.884               | 37,11 | 2.254                   | 5,80   | 1     |       |
| Nuova Città                         | Massimo Iodice Accede al ballottaggio   | 14.884               | 37,11 | 1.921                   | 4,94   | 1     |       |
| Forza del Sud                       | Massimo Iodice Accede al ballottaggio   | 14.884               | 37,11 | 1.910                   | 4,91   | -     |       |
| Tricolore della Libertà Lega Italia | Massimo Iodice Accede al ballottaggio   | 14.884               | 37,11 | 93                      | 0,24   | -     |       |
| Seggio di coalizione                | Seggio di coalizione                    | Seggio di coalizione | 37,11 | 1                       |        |       |       |
|                                     | Stefano Ferrara                         | 7.746                | 19,31 | Il Popolo della Libertà | 4.953  | 12,74 | 1     |
| Forza Casoria                       | Stefano Ferrara                         | 7.746                | 19,31 | 764                     | 1,97   | -     |       |
| Seggio di coalizione                | Seggio di coalizione                    | Seggio di coalizione | 19,31 | 1                       |        |       |       |
|                                     | Vittorio Mazzone                        | 2.121                | 5,29  | Sinistra Critica-Altri  | 1.013  | 2,61  | -     |
| Sinistra Ecologia Libertà           | Vittorio Mazzone                        | 2.121                | 5,29  | 818                     | 2,10   | -     |       |
|                                     | Mariano Marino                          | 1.817                | 4,53  | Noi D'Arpino Autonomia  | 1.324  | 3,41  | -     |
| Seggio di coalizione                | Seggio di coalizione                    | Seggio di coalizione | 4,53  | 1                       |        |       |       |
|                                     | Andrea Caputo                           | 112                  | 0,28  | Movimento Idea Sociale  | 47     | 0,12  | -     |
| Totale                              | Totale                                  | 38.880               | 100   |                         | 40.108 | 100   | 24    |

### Grumo Nevano
| Candidati                     | Candidati                                  | Voti                        | %     | Liste                   | Voti   | %     | Seggi |
| ----------------------------- | ------------------------------------------ | --------------------------- | ----- | ----------------------- | ------ | ----- | ----- |
|                               | Alessandro Grimaldi Accede al ballottaggio | 3.802                       | 32,89 | Progresso e Libertà     | 1.264  | 11,21 | 3     |
| Campania Idea Mediterranea    | Alessandro Grimaldi Accede al ballottaggio | 3.802                       | 32,89 | 1.149                   | 10,19  | 3     |       |
| Centro Democratico            | Alessandro Grimaldi Accede al ballottaggio | 3.802                       | 32,89 | 687                     | 6,09   | 2     |       |
| Cattolici Democratici         | Alessandro Grimaldi Accede al ballottaggio | 3.802                       | 32,89 | 653                     | 5,79   | 2     |       |
| Insieme per il Futuro         | Alessandro Grimaldi Accede al ballottaggio | 3.802                       | 32,89 | 290                     | 2,57   | -     |       |
| I Popolari di Grumo Nevano    | Alessandro Grimaldi Accede al ballottaggio | 3.802                       | 32,89 | 221                     | 1,96   | -     |       |
| Per Cambiare                  | Alessandro Grimaldi Accede al ballottaggio | 3.802                       | 32,89 | 125                     | 1,11   | -     |       |
|                               | Vincenzo Brasiello Accede al ballottaggio  | 3.245                       | 28,08 | Italia dei Valori       | 959    | 8,51  | 1     |
| Partito Democratico           | Vincenzo Brasiello Accede al ballottaggio  | 3.245                       | 28,08 | 826                     | 7,33   | 1     |       |
| Associazioni in Movimento     | Vincenzo Brasiello Accede al ballottaggio  | 3.245                       | 28,08 | 709                     | 6,29   | -     |       |
| Partito Socialista Italiano   | Vincenzo Brasiello Accede al ballottaggio  | 3.245                       | 28,08 | 289                     | 2,56   | -     |       |
| Federazione della Sinistra    | Vincenzo Brasiello Accede al ballottaggio  | 3.245                       | 28,08 | 109                     | 0,97   | -     |       |
| Sinistra Ecologia Libertà     | Vincenzo Brasiello Accede al ballottaggio  | 3.245                       | 28,08 | 69                      | 0,61   | -     |       |
| Seggio al candidato sindaco   | Seggio al candidato sindaco                | Seggio al candidato sindaco | 28,08 | 1                       |        |       |       |
|                               | Tammaro Maisto                             | 2.978                       | 25,77 | Il Popolo della Libertà | 990    | 8,78  | 1     |
| Unione di Centro              | Tammaro Maisto                             | 2.978                       | 25,77 | 741                     | 6,57   | -     |       |
| Alleanza per l'Italia         | Tammaro Maisto                             | 2.978                       | 25,77 | 575                     | 5,10   | -     |       |
| Futuro e Libertà per l'Italia | Tammaro Maisto                             | 2.978                       | 25,77 | 241                     | 2,14   | 1     |       |
| Il Quadrifoglio               | Tammaro Maisto                             | 2.978                       | 25,77 | 35                      | 0,31   | -     |       |
| Seggio al candidato sindaco   | Seggio al candidato sindaco                | Seggio al candidato sindaco | 25,77 | 1                       |        |       |       |
|                               | Filomena Bilancio                          | 1.533                       | 13,26 | Azione e Territorio     | 692    | 6,14  | -     |
| Fiorella per Grumo Nevano     | Filomena Bilancio                          | 1.533                       | 13,26 | 390                     | 3,46   | -     |       |
| Giovani X Grumo Nevano        | Filomena Bilancio                          | 1.533                       | 13,26 | 202                     | 1,79   | -     |       |
| Donne del Cambiamento         | Filomena Bilancio                          | 1.533                       | 13,26 | 57                      | 0,51   | -     |       |
| Seggio al candidato sindaco   | Seggio al candidato sindaco                | Seggio al candidato sindaco | 13,26 | 1                       |        |       |       |
| Totale                        | Totale                                     | 11.273                      | 100   |                         | 11.558 | 100   | 16    |

### Marano di Napoli
| Candidati                     | Candidati                                | Voti                        | %      | Liste                | Voti   | %      | Seggi |
| ----------------------------- | ---------------------------------------- | --------------------------- | ------ | -------------------- | ------ | ------ | ----- |
|                               | Mario Cavallo Accede al ballottaggio     | 11.563                      | 36,64  | Per una Nuova Marano | 5.241  | 17,21  | 8     |
| Partito Democratico           | Mario Cavallo Accede al ballottaggio     | 11.563                      | 36,64  | 3.064                | 10,06  | 4      |       |
| Marano Futura                 | Mario Cavallo Accede al ballottaggio     | 11.563                      | 36,64  | 1.616                | 5,31   | 2      |       |
| Federazione dei Verdi         | Mario Cavallo Accede al ballottaggio     | 11.563                      | 36,64  | 120                  | 0,39   | -      |       |
| Italia Popolare-Popolari      | Mario Cavallo Accede al ballottaggio     | 11.563                      | 36,64  | 94                   | 0,31   | -      |       |
|                               | Ferdinando Scotto Accede al ballottaggio | 11.874                      | 37,63  | Unione di Centro     | 5.552  | 18,23  | 3     |
| Il Popolo della Libertà       | Ferdinando Scotto Accede al ballottaggio | 11.874                      | 37,63  | 5.302                | 17,41  | 3      |       |
| Forza del Sud                 | Ferdinando Scotto Accede al ballottaggio | 11.874                      | 37,63  | 1.070                | 3,51   | -      |       |
| Scotto Sindaco per Marano     | Ferdinando Scotto Accede al ballottaggio | 11.874                      | 37,63  | 1.045                | 3,43   | -      |       |
| Futuro e Libertà per l'Italia | Ferdinando Scotto Accede al ballottaggio | 11.874                      | 37,63  | 564                  | 1,85   | -      |       |
| Alleanza per l'Italia         | Ferdinando Scotto Accede al ballottaggio | 11.874                      | 37,63  | 331                  | 1,09   | -      |       |
| La Destra                     | Ferdinando Scotto Accede al ballottaggio | 11.874                      | 37,63  | 151                  | 0,50   | -      |       |
| Partito Pensionati            | Ferdinando Scotto Accede al ballottaggio | 11.874                      | 37,63  | 26                   | 0,09   | -      |       |
| Seggio al candidato sindaco   | Seggio al candidato sindaco              | Seggio al candidato sindaco | 37,63  | 1                    |        |        |       |
|                               | Mauro Bertini                            | 8.118                       | 25,73  | L'Altra Marano       | 2.234  | 7,33   | 1     |
| Italia dei Valori             | Mauro Bertini                            | 8.118                       | 25,73  | 1.456                | 4,78   | 1      |       |
| Federazione della Sinistra    | Mauro Bertini                            | 8.118                       | 25,73  | 1.131                | 3,71   | -      |       |
| Città in Movimento            | Mauro Bertini                            | 8.118                       | 25,73  | 825                  | 2,71   | -      |       |
| Sinistra Ecologia Libertà     | Mauro Bertini                            | 8.118                       | 25,73  | 638                  | 2,09   | -      |       |
| Seggio al candidato sindaco   | Seggio al candidato sindaco              | Seggio al candidato sindaco | 25,73  | 1                    |        |        |       |
| Totale                        | Totale                                   | 30.460                      | 100,00 |                      | 31.555 | 100,00 | 24    |

### Melito di Napoli
| Candidati                      | Candidati                       | Voti                        | %     | Liste                   | Voti   | %     | Seggi |
| ------------------------------ | ------------------------------- | --------------------------- | ----- | ----------------------- | ------ | ----- | ----- |
|                                | Venanzio Carpentieri ✔️ Sindaco | 10.139                      | 51,86 | Partito Democratico     | 4.232  | 22,56 | 6     |
| Per Melito Carpentieri Sindaco | Venanzio Carpentieri ✔️ Sindaco | 10.139                      | 51,86 | 2.065                   | 11,01  | 3     |       |
| Italia dei Valori              | Venanzio Carpentieri ✔️ Sindaco | 10.139                      | 51,86 | 1.108                   | 5,91   | 1     |       |
| Unione di Centro               | Venanzio Carpentieri ✔️ Sindaco | 10.139                      | 51,86 | 859                     | 4,58   | 3     |       |
|                                | Antonio Amente                  | 9.410                       | 48,14 | Il Popolo della Libertà | 5.258  | 28,03 | 7     |
| Amente Sindaco                 | Antonio Amente                  | 9.410                       | 48,14 | 1.343                   | 7,16   | 2     |       |
| Futuro e Libertà per l'Italia  | Antonio Amente                  | 9.410                       | 48,14 | 1.020                   | 5,44   | 1     |       |
| Socialisti per Marano          | Antonio Amente                  | 9.410                       | 48,14 | 933                     | 4,97   | 1     |       |
| Popolari di Italia Domani      | Antonio Amente                  | 9.410                       | 48,14 | 837                     | 4,46   | 1     |       |
| Uniti per Melito               | Antonio Amente                  | 9.410                       | 48,14 | 632                     | 3,37   | -     |       |
| Melito 2000                    | Antonio Amente                  | 9.410                       | 48,14 | 314                     | 1,67   | -     |       |
| Udeur                          | Antonio Amente                  | 9.410                       | 48,14 | 155                     | 0,83   | -     |       |
| Seggio al candidato sindaco    | Seggio al candidato sindaco     | Seggio al candidato sindaco | 48,14 | 1                       |        |       |       |
| Totale                         | Totale                          | 18.756                      | 100   |                         | 19.549 | 100   | 20    |

### Poggiomarino
| Candidati                         | Candidati                                    | Voti                        | %     | Liste                   | Voti   | %     | Seggi |
| --------------------------------- | -------------------------------------------- | --------------------------- | ----- | ----------------------- | ------ | ----- | ----- |
|                                   | Pantaleone Annunziata Accede al ballottaggio | 4.079                       | 33,22 | Partito Democratico     | 1.307  | 11,19 | 5     |
| Con...Leo                         | Pantaleone Annunziata Accede al ballottaggio | 4.079                       | 33,22 | 1.006                   | 8,61   | 4     |       |
| Poggiomarino si Sveglia           | Pantaleone Annunziata Accede al ballottaggio | 4.079                       | 33,22 | 453                     | 3,88   | 1     |       |
|                                   | Andrea Forno Accede al ballottaggio          | 4.390                       | 35,76 | Unione di Centro        | 1.802  | 15,43 | 1     |
| Alleanza per Poggiomarino         | Andrea Forno Accede al ballottaggio          | 4.390                       | 35,76 | 951                     | 8,14   | 1     |       |
| Primavera Poggiomarino            | Andrea Forno Accede al ballottaggio          | 4.390                       | 35,76 | 809                     | 6,93   | -     |       |
| Liberamente Uniti                 | Andrea Forno Accede al ballottaggio          | 4.390                       | 35,76 | 808                     | 6,92   | -     |       |
| Seggio al candidato sindaco       | Seggio al candidato sindaco                  | Seggio al candidato sindaco | 35,76 | 1                       |        |       |       |
|                                   | Vincenzo Vastola                             | 3.808                       | 31,02 | Il Popolo della Libertà | 2.475  | 21,19 | 2     |
| Cristoforo Colombo per le Libertà | Vincenzo Vastola                             | 3.808                       | 31,02 | 726                     | 6,21   | -     |       |
| Forza Poggiomarino                | Vincenzo Vastola                             | 3.808                       | 31,02 | 687                     | 5,88   | -     |       |
| Popolari di Italia Domani         | Vincenzo Vastola                             | 3.808                       | 31,02 | 360                     | 3,08   | -     |       |
| Noi Sud                           | Vincenzo Vastola                             | 3.808                       | 31,02 | 298                     | 2,55   | -     |       |
| Seggio al candidato sindaco       | Seggio al candidato sindaco                  | Seggio al candidato sindaco | 31,02 | 1                       |        |       |       |
| Totale                            | Totale                                       | 11.682                      | 100   |                         | 12.277 | 100   | 20    |

### Pozzuoli
| Candidati                   | Candidati                    | Voti                        | %     | Liste                      | Voti   | %     | Seggi |
| --------------------------- | ---------------------------- | --------------------------- | ----- | -------------------------- | ------ | ----- | ----- |
|                             | Agostino Magliulo ✔️ Sindaco | 22.687                      | 50,12 | Il Popolo della Libertà    | 13.174 | 30,14 | 9     |
| Pozzuoli Futura             | Agostino Magliulo ✔️ Sindaco | 22.687                      | 50,12 | 3.990                      | 9,13   | 2     |       |
| Unione di Centro            | Agostino Magliulo ✔️ Sindaco | 22.687                      | 50,12 | 3.142                      | 7,19   | 2     |       |
| Crescere Insieme            | Agostino Magliulo ✔️ Sindaco | 22.687                      | 50,12 | 1.961                      | 4,49   | 1     |       |
| Noi Sud                     | Agostino Magliulo ✔️ Sindaco | 22.687                      | 50,12 | 920                        | 2,10   | -     |       |
| Democrazia Cristiana        | Agostino Magliulo ✔️ Sindaco | 22.687                      | 50,12 | 744                        | 1,70   | -     |       |
|                             | Vincenzo Figliolia           | 19.303                      | 42,64 | Partito Democratico        | 9.125  | 20,87 | 6     |
| Sinistra Ecologia Libertà   | Vincenzo Figliolia           | 19.303                      | 42,64 | 3.323                      | 7,60   | 2     |       |
| Città per Tutti             | Vincenzo Figliolia           | 19.303                      | 42,64 | 1.980                      | 4,53   | 1     |       |
| Udeur                       | Vincenzo Figliolia           | 19.303                      | 42,64 | 1.239                      | 2,83   | -     |       |
| Italia dei Valori           | Vincenzo Figliolia           | 19.303                      | 42,64 | 1.043                      | 2,39   | -     |       |
| Alleanza per l'Italia       | Vincenzo Figliolia           | 19.303                      | 42,64 | 598                        | 1,37   | -     |       |
| Seggio al candidato sindaco | Seggio al candidato sindaco  | Seggio al candidato sindaco | 42,64 | 1                          |        |       |       |
|                             | Emanuele Zanni               | 1.349                       | 2,98  | Federazione della Sinistra | 994    | 2,27  | -     |
|                             | Daniele Thomas Alessi        | 1.166                       | 2,58  | Movimento 5 Stelle         | 1.004  | 2,30  | -     |
|                             | Mariarosaria Luongo          | 760                         | 1,68  | Pozzuoli Decide            | 479    | 1,10  | -     |
| Totale                      | Totale                       | 43.716                      | 100   |                            | 45.265 | 100   | 24    |

### Quarto
| Candidati                   | Candidati                               | Voti                        | %     | Liste                              | Voti   | %     | Seggi |
| --------------------------- | --------------------------------------- | --------------------------- | ----- | ---------------------------------- | ------ | ----- | ----- |
|                             | Massimo Carandente Giarrusso ✔️ Sindaco | 13.724                      | 60,53 | Il Popolo della Libertà            | 6.063  | 27,87 | 7     |
| Unione di Centro            | Massimo Carandente Giarrusso ✔️ Sindaco | 13.724                      | 60,53 | 3.721                              | 17,10  | 4     |       |
| Federazione dei Verdi       | Massimo Carandente Giarrusso ✔️ Sindaco | 13.724                      | 60,53 | 1.642                              | 7,55   | 2     |       |
| Noi Sud                     | Massimo Carandente Giarrusso ✔️ Sindaco | 13.724                      | 60,53 | 1.577                              | 7,25   | 2     |       |
| Campania Idea Mediterranea  | Massimo Carandente Giarrusso ✔️ Sindaco | 13.724                      | 60,53 | 1.343                              | 6,17   | 1     |       |
|                             | Sauro Secone                            | 6.707                       | 29,58 | Partito Democratico                | 3.590  | 16,50 | 4     |
| Per Una Quarto Migliore     | Sauro Secone                            | 6.707                       | 29,58 | 848                                | 3,90   | 1     |       |
| Sinistra Ecologia Libertà   | Sauro Secone                            | 6.707                       | 29,58 | 843                                | 3,87   | 1     |       |
| Italia dei Valori           | Sauro Secone                            | 6.707                       | 29,58 | 765                                | 3,52   | -     |       |
| Seggio al candidato sindaco | Seggio al candidato sindaco             | Seggio al candidato sindaco | 29,58 | 1                                  |        |       |       |
|                             | Domenico Tiseo                          | 1.678                       | 7,40  | Tiseo Sindaco per Quarto           | 731    | 3,36  | -     |
| Italia Popolare-Popolari    | Domenico Tiseo                          | 1.678                       | 7,40  | 129                                | 0,59   | -     |       |
| Seggio al candidato sindaco | Seggio al candidato sindaco             | Seggio al candidato sindaco | 7,40  | 1                                  |        |       |       |
|                             | Gennaro Laudicino                       | 565                         | 2,49  | Lista Civica Popolare Quarto è Tua | 503    | 2,31  | -     |
| Totale                      | Totale                                  | 21.755                      | 100   |                                    | 22.674 | 100   | 24    |

### Vico Equense
| Candidati                   | Candidati                   | Voti                        | %     | Liste                   | Voti   | %     | Seggi |
| --------------------------- | --------------------------- | --------------------------- | ----- | ----------------------- | ------ | ----- | ----- |
|                             | Gennaro Cinque ✔️ Sindaco   | 9.508                       | 68,83 | Il Popolo della Libertà | 3.760  | 28,32 | 5     |
| Unione di Centro            | Gennaro Cinque ✔️ Sindaco   | 9.508                       | 68,83 | 2.314                   | 17,43  | 3     |       |
| Colline Vicane              | Gennaro Cinque ✔️ Sindaco   | 9.508                       | 68,83 | 2.211                   | 16,65  | 2     |       |
| Forza Vico                  | Gennaro Cinque ✔️ Sindaco   | 9.508                       | 68,83 | 884                     | 6,66   | 1     |       |
|                             | Aldo Starace                | 2.894                       | 20,95 | In Movimento per Vico   | 1.095  | 8,25  | 1     |
| Frazioni Unite              | Aldo Starace                | 2.894                       | 20,95 | 813                     | 6,12   | 1     |       |
| Partito Democratico         | Aldo Starace                | 2.894                       | 20,95 | 522                     | 3,93   | -     |       |
| Sinistra Ecologia Libertà   | Aldo Starace                | 2.894                       | 20,95 | 108                     | 0,81   | -     |       |
| Seggio al candidato sindaco | Seggio al candidato sindaco | Seggio al candidato sindaco | 20,95 | 1                       |        |       |       |
|                             | Giuseppe Dilengite          | 1.412                       | 10,22 | Forza del Sud           | 1.122  | 8,45  | 1     |
| Per Vico e i Suoi Casali    | Giuseppe Dilengite          | 1.412                       | 10,22 | 447                     | 3,37   | -     |       |
| Seggio al candidato sindaco | Seggio al candidato sindaco | Seggio al candidato sindaco | 10,22 | 1                       |        |       |       |
| Totale                      | Totale                      | 13.276                      | 100   |                         | 13.814 | 100   | 16    |

### Villaricca
| Candidati                         | Candidati                                 | Voti                        | %     | Liste                     | Voti    | %     | Seggi |
| --------------------------------- | ----------------------------------------- | --------------------------- | ----- | ------------------------- | ------- | ----- | ----- |
|                                   | Francesco Gaudieri Accede al ballottaggio | 6.665                       | 37,69 | Partito Democratico       | 1.996   | 11,67 | 4     |
| Villaricca Democratica            | Francesco Gaudieri Accede al ballottaggio | 6.665                       | 37,69 | 1.435                     | 8,39    | 2     |       |
| Unione di Centro                  | Francesco Gaudieri Accede al ballottaggio | 6.665                       | 37,69 | 972                       | 5,68    | 1     |       |
| Uniti e Solidali                  | Francesco Gaudieri Accede al ballottaggio | 6.665                       | 37,69 | 845                       | 4,94    | 1     |       |
| Democratici per Villaricca PSE    | Francesco Gaudieri Accede al ballottaggio | 6.665                       | 37,69 | 497                       | 2,91    | 1     |       |
| Alleanza per l'Italia             | Francesco Gaudieri Accede al ballottaggio | 6.665                       | 37,69 | 483                       | 2,82    | -     |       |
| Di Sinistra Perché                | Francesco Gaudieri Accede al ballottaggio | 6.665                       | 37,69 | 144                       | 0,84    | -     |       |
| Per la Città                      | Francesco Gaudieri Accede al ballottaggio | 6.665                       | 37,69 | 130                       | 0,76    | -     |       |
|                                   | Francesco Guarino                         | 7.933                       | 44,86 | Alleanza di Centro Destra | 1.960   | 11,46 | 1     |
| Il Popolo della Libertà           | Francesco Guarino                         | 7.933                       | 44,86 | 1.924                     | 11,25   | 1     |       |
| Noi per Villaricca                | Francesco Guarino                         | 7.933                       | 44,86 | 1.250                     | 7,31    | 1     |       |
| Trasparenza e Libertà con Silvio  | Francesco Guarino                         | 7.933                       | 44,86 | 993                       | 5,81    | 1     |       |
| G                                 | Francesco Guarino                         | 7.933                       | 44,86 | 548                       | 3,20    | -     |       |
| Campania Idea Mediterranea        | Francesco Guarino                         | 7.933                       | 44,86 | 516                       | 3,02    | -     |       |
| Forza del Sud-Socialisti Liberali | Francesco Guarino                         | 7.933                       | 44,86 | 321                       | 1,88    | -     |       |
| La Destra                         | Francesco Guarino                         | 7.933                       | 44,86 | 263                       | 1,54    | -     |       |
| Democrazia Cristiana              | Francesco Guarino                         | 7.933                       | 44,86 | 252                       | 1,47    | -     |       |
| Udeur                             | Francesco Guarino                         | 7.933                       | 44,86 | 41                        | 0,24    | -     |       |
| Partito Pensionati                | Francesco Guarino                         | 7.933                       | 44,86 | 22                        | 0,13    | -     |       |
| Integrazione e Partecipazione     | Francesco Guarino                         | 7.933                       | 44,86 | 7                         | 0,04    | -     |       |
| Seggio al candidato sindaco       | Seggio al candidato sindaco               | Seggio al candidato sindaco | 44,86 | 1                         |         |       |       |
|                                   | Francesco Mastrantuono                    | 3.087                       | 17,46 | Democratici in Movimento  | 1.262   | 7,38  | 1     |
| Mastrantuono Sindaco              | Francesco Mastrantuono                    | 3.087                       | 17,46 | 873                       | 5,10    | -     |       |
| Sinistra Ecologia Libertà         | Francesco Mastrantuono                    | 3.087                       | 17,46 | 202                       | 1,18    | -     |       |
| Federazione dei Verdi             | Francesco Mastrantuono                    | 3.087                       | 17,46 | 168                       | 0,98    | -     |       |
| Seggio al candidato sindaco       | Seggio al candidato sindaco               | Seggio al candidato sindaco | 17,46 | 1                         |         |       |       |
| Totale                            | Totale                                    | 17.104                      | 100   |                           | '17.685 | 100   | 16    |

## Benevento

### Benevento
| Candidati                         | Candidati                   | Voti                        | %     | Liste                   | Voti   | %     | Seggi |
| --------------------------------- | --------------------------- | --------------------------- | ----- | ----------------------- | ------ | ----- | ----- |
|                                   | Fausto Pepe ✔️ Sindaco      | 22.021                      | 51,61 | Partito Democratico     | 9.711  | 23,62 | 10    |
| Lealtà per Benevento              | Fausto Pepe ✔️ Sindaco      | 22.021                      | 51,61 | 6.081                   | 14,79  | 6     |       |
| Alleanza per l'Italia             | Fausto Pepe ✔️ Sindaco      | 22.021                      | 51,61 | 2.876                   | 7,00   | 2     |       |
| Italia dei Valori                 | Fausto Pepe ✔️ Sindaco      | 22.021                      | 51,61 | 1.193                   | 2,90   | 1     |       |
| Sinistra Ecologia Libertà         | Fausto Pepe ✔️ Sindaco      | 22.021                      | 51,61 | 568                     | 1,38   | -     |       |
| Unione per Benevento              | Fausto Pepe ✔️ Sindaco      | 22.021                      | 51,61 | 374                     | 0,91   | -     |       |
| Benevento in Movimento            | Fausto Pepe ✔️ Sindaco      | 22.021                      | 51,61 | 357                     | 0,87   | -     |       |
|                                   | Carmine Nardone             | 13.234                      | 31,02 | Territorio è Libertà    | 3.162  | 7,69  | 3     |
| UDEUR - Popolari per il Sud       | Carmine Nardone             | 13.234                      | 31,02 | 2.949                   | 7,17   | 2     |       |
| Unione di Centro                  | Carmine Nardone             | 13.234                      | 31,02 | 2.643                   | 6,43   | 2     |       |
| Noi e Voi per Benevento           | Carmine Nardone             | 13.234                      | 31,02 | 1.839                   | 4,47   | 1     |       |
| Sud Innovazione Legalità          | Carmine Nardone             | 13.234                      | 31,02 | 1.720                   | 4,18   | 1     |       |
| Partito Socialista Italiano       | Carmine Nardone             | 13.234                      | 31,02 | 1.036                   | 2,52   | -     |       |
| Città Nuova                       | Carmine Nardone             | 13.234                      | 31,02 | 835                     | 2,03   | -     |       |
| Seggio al candidato sindaco       | Seggio al candidato sindaco | Seggio al candidato sindaco | 31,02 | 1                       |        |       |       |
|                                   | Raffaele Tibaldi            | 6.279                       | 14,72 | Il Popolo della Libertà | 3.637  | 8,85  | 2     |
| Io Amo Benevento                  | Raffaele Tibaldi            | 6.279                       | 14,72 | 611                     | 1,49   | -     |       |
| I Popolari di Italia Domani       | Raffaele Tibaldi            | 6.279                       | 14,72 | 345                     | 0,84   | -     |       |
| Forza del Sud-Socialisti Liberali | Raffaele Tibaldi            | 6.279                       | 14,72 | 281                     | 0,68   | -     |       |
| Azione Sociale Sud                | Raffaele Tibaldi            | 6.279                       | 14,72 | 205                     | 0,50   | -     |       |
| La Destra                         | Raffaele Tibaldi            | 6.279                       | 14,72 | 111                     | 0,27   | -     |       |
| Alleanza di Centro per la Libertà | Raffaele Tibaldi            | 6.279                       | 14,72 | 48                      | 0,12   | -     |       |
| Seggio al candidato sindaco       | Seggio al candidato sindaco | Seggio al candidato sindaco | 14,72 | 1                       |        |       |       |
|                                   | Antonio Medici              | 1.135                       | 2,66  | Ora                     | 532    | 1,29  | -     |
| Totale                            | Totale                      | 42.669                      | 100   |                         | 41.114 | 100   | 32    |

## Caserta

### Caserta
| Candidati                               | Candidati                   | Voti                        | %     | Liste                         | Voti   | %     | Seggi |
| --------------------------------------- | --------------------------- | --------------------------- | ----- | ----------------------------- | ------ | ----- | ----- |
|                                         | Pio Del Gaudio ✔️ Sindaco   | 26.023                      | 52,65 | Il Popolo della Libertà       | 10.307 | 21,62 | 8     |
| Caserta Più                             | Pio Del Gaudio ✔️ Sindaco   | 26.023                      | 52,65 | 6.136                         | 12,87  | 5     |       |
| Unione di Centro                        | Pio Del Gaudio ✔️ Sindaco   | 26.023                      | 52,65 | 4.586                         | 9,62   | 3     |       |
| Nuovo PSI                               | Pio Del Gaudio ✔️ Sindaco   | 26.023                      | 52,65 | 2.741                         | 5,75   | 2     |       |
| Forza del Sud                           | Pio Del Gaudio ✔️ Sindaco   | 26.023                      | 52,65 | 1.975                         | 4,14   | 1     |       |
| Movimento per le Autonomie              | Pio Del Gaudio ✔️ Sindaco   | 26.023                      | 52,65 | 1.578                         | 3,31   | 1     |       |
| Noi Sud                                 | Pio Del Gaudio ✔️ Sindaco   | 26.023                      | 52,65 | 1.302                         | 2,73   | 1     |       |
| Democrazia Cristiana-Alleanza di Popolo | Pio Del Gaudio ✔️ Sindaco   | 26.023                      | 52,65 | 569                           | 1,19   | -     |       |
| La Destra                               | Pio Del Gaudio ✔️ Sindaco   | 26.023                      | 52,65 | 416                           | 0,87   | -     |       |
| Alleanza di Centro per la Libertà       | Pio Del Gaudio ✔️ Sindaco   | 26.023                      | 52,65 | 391                           | 0,82   | -     |       |
| Stop Camorra                            | Pio Del Gaudio ✔️ Sindaco   | 26.023                      | 52,65 | 12                            | 0,03   | -     |       |
|                                         | Carlo Marino                | 12.928                      | 26,16 | Partito Democratico           | 4.732  | 9,92  | 3     |
| Partito Socialista Italiano             | Carlo Marino                | 12.928                      | 26,16 | 2.510                         | 5,26   | 2     |       |
| Caserta Viva                            | Carlo Marino                | 12.928                      | 26,16 | 1.301                         | 2,73   | 1     |       |
| Italia dei Valori                       | Carlo Marino                | 12.928                      | 26,16 | 1.216                         | 2,55   | -     |       |
| Sinistra Ecologia Libertà               | Carlo Marino                | 12.928                      | 26,16 | 1.198                         | 2,51   | -     |       |
| Federazione della Sinistra              | Carlo Marino                | 12.928                      | 26,16 | 436                           | 0,91   | -     |       |
| Acqua Pubblica                          | Carlo Marino                | 12.928                      | 26,16 | 20                            | 0,04   | -     |       |
| Seggio al candidato sindaco             | Seggio al candidato sindaco | Seggio al candidato sindaco | 26,16 | 1                             |        |       |       |
|                                         | Nicola Melone               | 5.639                       | 11,41 | Speranza per Caserta          | 2.890  | 6,06  | 1     |
| Seggio al candidato sindaco             | Seggio al candidato sindaco | Seggio al candidato sindaco | 11,41 | 1                             |        |       |       |
|                                         | Luigi Falco                 | 4.538                       | 9,18  | Futuro e Libertà per l'Italia | 1.487  | 3,12  | 1     |
| Sei Caserta                             | Luigi Falco                 | 4.538                       | 9,18  | 1.257                         | 2,64   | -     |       |
| UDEUR - Popolari per il Sud             | Luigi Falco                 | 4.538                       | 9,18  | 310                           | 0,65   | -     |       |
| Alleanza per l'Italia                   | Luigi Falco                 | 4.538                       | 9,18  | 228                           | 0,48   | -     |       |
| Seggio al candidato sindaco             | Seggio al candidato sindaco | Seggio al candidato sindaco | 9,18  | 1                             |        |       |       |
|                                         | Caterina Corse              | 168                         | 0,34  | Caserta No Caste              | 39     | 0,08  | -     |
|                                         | Antonio De Falco            | 131                         | 0,27  | Partito del Sud               | 44     | 0,09  | -     |
| Totale                                  | Totale                      | 49.427                      | 100   |                               | 47.681 | 100   | 32    |

### Capua
| Candidati                     | Candidati                    | Voti                        | %     | Liste               | Voti   | %     | Seggi |
| ----------------------------- | ---------------------------- | --------------------------- | ----- | ------------------- | ------ | ----- | ----- |
|                               | Carmine Antropoli ✔️ Sindaco | 9.772                       | 78,04 | Nuovo PSI           | 2.521  | 20,38 | 4     |
| Unione di Centro              | Carmine Antropoli ✔️ Sindaco | 9.772                       | 78,04 | 2.111               | 17,07  | 3     |       |
| Il Popolo della Libertà       | Carmine Antropoli ✔️ Sindaco | 9.772                       | 78,04 | 1.884               | 15,23  | 3     |       |
| Capua per la Libertà          | Carmine Antropoli ✔️ Sindaco | 9.772                       | 78,04 | 1.834               | 14,83  | 3     |       |
| Capua Fidelis                 | Carmine Antropoli ✔️ Sindaco | 9.772                       | 78,04 | 1.051               | 8,50   | 1     |       |
| Futuro e Libertà per l'Italia | Carmine Antropoli ✔️ Sindaco | 9.772                       | 78,04 | 869                 | 7,03   | 1     |       |
| La Fenice                     | Carmine Antropoli ✔️ Sindaco | 9.772                       | 78,04 | 328                 | 2,65   | -     |       |
| Udeur                         | Carmine Antropoli ✔️ Sindaco | 9.772                       | 78,04 | 214                 | 1,73   | -     |       |
| Forza del Sud                 | Carmine Antropoli ✔️ Sindaco | 9.772                       | 78,04 | 172                 | 1,39   | -     |       |
| Noi Sud                       | Carmine Antropoli ✔️ Sindaco | 9.772                       | 78,04 | 40                  | 0,32   | -     |       |
|                               | Antonio Gucchierato          | 1.929                       | 15,40 | Partito Democratico | 543    | 4,39  | -     |
| Sinistra Ecologia Libertà     | Antonio Gucchierato          | 1.929                       | 15,40 | 339                 | 2,74   | -     |       |
| Federazione della Sinistra    | Antonio Gucchierato          | 1.929                       | 15,40 | 137                 | 1,11   | 1     |       |
| Seggio al candidato sindaco   | Seggio al candidato sindaco  | Seggio al candidato sindaco | 15,40 | 1                   |        |       |       |
|                               | Mario Immacolato Paternuosto | 821                         | 6,56  | Italia dei Valori   | 324    | 2,62  | -     |
| Totale                        | Totale                       | 12.367                      | 100   |                     | 12.522 | 100   | 16    |

### San Felice a Cancello
| Candidati                       | Candidati                   | Voti                        | %     | Liste                   | Voti   | %     | Seggi |
| ------------------------------- | --------------------------- | --------------------------- | ----- | ----------------------- | ------ | ----- | ----- |
|                                 | Emilio Nuzzo ✔️ Sindaco     | 5.605                       | 48.08 | Il Popolo della Libertà | 1.500  | 13,13 | 3     |
| Unione di Centro                | Emilio Nuzzo ✔️ Sindaco     | 5.605                       | 48.08 | 1.250                   | 10,94  | 2     |       |
| Paese Libero                    | Emilio Nuzzo ✔️ Sindaco     | 5.605                       | 48.08 | 1.096                   | 9,59   | 2     |       |
| Patto dei Moderati              | Emilio Nuzzo ✔️ Sindaco     | 5.605                       | 48.08 | 1.082                   | 9,47   | 2     |       |
| Nuovo PSI                       | Emilio Nuzzo ✔️ Sindaco     | 5.605                       | 48.08 | 558                     | 4,88   | 1     |       |
| Noi Sud                         | Emilio Nuzzo ✔️ Sindaco     | 5.605                       | 48.08 | 310                     | 2,71   | -     |       |
| Udeur                           | Emilio Nuzzo ✔️ Sindaco     | 5.605                       | 48.08 | 177                     | 1,55   | -     |       |
|                                 | Carmine Campagnuolo         | 4.874                       | 41,81 | Rinascita               | 1.990  | 17,42 | 3     |
| Uniti con De Lucia              | Carmine Campagnuolo         | 4.874                       | 41,81 | 873                     | 7,64   | 1     |       |
| Progetto Giovani per San Felice | Carmine Campagnuolo         | 4.874                       | 41,81 | 774                     | 6,77   | 1     |       |
| Orgoglio Sanfeliciano           | Carmine Campagnuolo         | 4.874                       | 41,81 | 661                     | 5,79   | -     |       |
| Terra Mia                       | Carmine Campagnuolo         | 4.874                       | 41,81 | 390                     | 3,41   | -     |       |
| Alleanza Civica Riformista      | Carmine Campagnuolo         | 4.874                       | 41,81 | 39                      | 0,34   | -     |       |
| Seggio al candidato sindaco     | Seggio al candidato sindaco | Seggio al candidato sindaco | 41,81 | 1                       |        |       |       |
|                                 | Luigi Nostrale              | 1.179                       | 10,11 | Partito Democratico     | 726    | 6,35  | -     |
| Totale                          | Totale                      | 11.426                      | 100   |                         | 11.658 | 100   | 20    |

### San Nicola la Strada
| Candidati                                                          | Candidati                       | Voti                        | %     | Liste                   | Voti   | %     | Seggi |
| ------------------------------------------------------------------ | ------------------------------- | --------------------------- | ----- | ----------------------- | ------ | ----- | ----- |
|                                                                    | Pasquale Delli Paoli ✔️ Sindaco | 6.742                       | 51,30 | Il Popolo della Libertà | 2.525  | 19,95 | 4     |
| Unione di Centro                                                   | Pasquale Delli Paoli ✔️ Sindaco | 6.742                       | 51,30 | 1.652                   | 13,05  | 2     |       |
| Insieme                                                            | Pasquale Delli Paoli ✔️ Sindaco | 6.742                       | 51,30 | 1.334                   | 10,54  | 2     |       |
| Movimento per le Autonomie-San Nicola Futura                       | Pasquale Delli Paoli ✔️ Sindaco | 6.742                       | 51,30 | 1.003                   | 7,93   | 1     |       |
| Nuovo PSI-Noi Sud-Libertà e Autonomia-Forza del Sud                | Pasquale Delli Paoli ✔️ Sindaco | 6.742                       | 51,30 | 803                     | 6,34   | 1     |       |
| Intesa Democratica                                                 | Pasquale Delli Paoli ✔️ Sindaco | 6.742                       | 51,30 | 758                     | 5,99   | 1     |       |
| I Moderati La Città al Centro                                      | Pasquale Delli Paoli ✔️ Sindaco | 6.742                       | 51,30 | 44                      | 0,35   | -     |       |
|                                                                    | Raffaele Narducci               | 5.558                       | 42,29 | Partito Democratico     | 2.195  | 17,34 | 3     |
| La Sinistra (Sinistra Ecologia Libertà-Federazione della Sinistra) | Raffaele Narducci               | 5.558                       | 42,29 | 730                     | 5,77   | 1     |       |
| Italia dei Valori                                                  | Raffaele Narducci               | 5.558                       | 42,29 | 591                     | 4,67   | -     |       |
| Democratici per San Nicola                                         | Raffaele Narducci               | 5.558                       | 42,29 | 586                     | 4,63   | -     |       |
| Seggio al candidato sindaco                                        | Seggio al candidato sindaco     | Seggio al candidato sindaco | 42,29 | 1                       |        |       |       |
|                                                                    | Francesco Nigro                 | 842                         | 6,41  | Speranza Provinciale    | 435    | 3,44  | -     |
| Totale                                                             | Totale                          | 12.656                      | 100   |                         | 13.142 | 100   | 20    |

### Santa Maria Capua Vetere
| Candidati                                   | Candidati                                   | Voti                 | %     | Liste                      | Voti   | %     | Seggi |
| ------------------------------------------- | ------------------------------------------- | -------------------- | ----- | -------------------------- | ------ | ----- | ----- |
|                                             | Biagio Maria Di Muro Accede al ballottaggio | 5.272                | 24,92 | Cristiani Sammartani       | 1.451  | 7,11  | 3     |
| Movimento Locale ML                         | Biagio Maria Di Muro Accede al ballottaggio | 5.272                | 24,92 | 778                        | 3.81   | 1     |       |
| I Gladiatori                                | Biagio Maria Di Muro Accede al ballottaggio | 5.272                | 24,92 | 655                        | 3,21   | 1     |       |
| Il Girasole                                 | Biagio Maria Di Muro Accede al ballottaggio | 5.272                | 24,92 | 520                        | 2,55   | 1     |       |
| Futuro e Libertà per l'Italia               | Biagio Maria Di Muro Accede al ballottaggio | 5.272                | 24,92 | 391                        | 1,92   | -     |       |
| Movimento delle Libertà-Liberal Democratici | Biagio Maria Di Muro Accede al ballottaggio | 5.272                | 24,92 | 292                        | 1,43   | -     |       |
| Risveglio Sammartano                        | Biagio Maria Di Muro Accede al ballottaggio | 5.272                | 24,92 | 289                        | 1,42   | -     |       |
| Alleanza per l'Italia                       | Biagio Maria Di Muro Accede al ballottaggio | 5.272                | 24,92 | 256                        | 1.26   | -     |       |
| Santa Maria Capua Vetere Felix              | Biagio Maria Di Muro Accede al ballottaggio | 5.272                | 24,92 | 176                        | 0,86   | -     |       |
| Centro Città                                | Biagio Maria Di Muro Accede al ballottaggio | 5.272                | 24,92 | 156                        | 0,76   | -     |       |
|                                             | Federico Simoncelli Accede al ballottaggio  | 6.695                | 31,56 | Il Popolo della Libertà    | 2.993  | 14,67 | 4     |
| Nuovo PSI                                   | Federico Simoncelli Accede al ballottaggio  | 6.695                | 31,56 | 2.0406                     | 10,03  | 2     |       |
| Popolari di Italia Domani                   | Federico Simoncelli Accede al ballottaggio  | 6.695                | 31,56 | 812                        | 3,98   | 1     |       |
| Noi Sud                                     | Federico Simoncelli Accede al ballottaggio  | 6.695                | 31,56 | 671                        | 3,29   | -     |       |
| Città Nuova                                 | Federico Simoncelli Accede al ballottaggio  | 6.695                | 31,56 | 391                        | 1,92   | -     |       |
| Movimento per le Autonomie                  | Federico Simoncelli Accede al ballottaggio  | 6.695                | 31,56 | 276                        | 1,35   | -     |       |
| La Destra-Lega Italia                       | Federico Simoncelli Accede al ballottaggio  | 6.695                | 31,56 | 246                        | 1,21   | -     |       |
| Seggio di coalizione                        | Seggio di coalizione                        | Seggio di coalizione | 31,56 | 1                          |        |       |       |
|                                             | Giuseppe Stellato                           | 4.975                | 23,52 | Partito Democratico        | 1.808  | 8,86  | 3     |
| Partito Socialista Italiano                 | Giuseppe Stellato                           | 4.975                | 23,52 | 1.217                      | 5,97   | 2     |       |
| Uniti con Stellato Sindaco                  | Giuseppe Stellato                           | 4.975                | 23,52 | 592                        | 2,90   | -     |       |
| Sinistra Ecologia Libertà                   | Giuseppe Stellato                           | 4.975                | 23,52 | 441                        | 2,16   | -     |       |
| Giovani Democratici                         | Giuseppe Stellato                           | 4.975                | 23,52 | 336                        | 1,65   | -     |       |
| Italia dei Valori                           | Giuseppe Stellato                           | 4.975                | 23,52 | 188                        | 0,92   | -     |       |
| Seggio di coalizione                        | Seggio di coalizione                        | Seggio di coalizione | 23,52 | 1                          |        |       |       |
|                                             | Dario Mattucci                              | 3.116                | 14,73 | Unione di Centro           | 1.339  | 6,56  | 2     |
| Il Rinnovamento                             | Dario Mattucci                              | 3.116                | 14,73 | 1.051                      | 5,15   | 1     |       |
| La Passione in Politica                     | Dario Mattucci                              | 3.116                | 14,73 | 138                        | 0,68   | -     |       |
| Seggio di coalizione                        | Seggio di coalizione                        | Seggio di coalizione | 14,73 | 1                          |        |       |       |
|                                             | Vincenzo De Felice                          | 862                  | 4,08  | Uniti per Esistere         | 752    | 3,69  | -     |
|                                             | Fulvio Beato                                | 232                  | 1,10  | Federazione della Sinistra | 137    | 0,67  | -     |
| Totale                                      | Totale                                      | 20.398               | 100   |                            | 21.152 | 100   | 24    |

### Sessa Aurunca
| Candidati                  | Candidati                  | Voti                 | %     | Liste                       | Voti   | %     | Seggi |
| -------------------------- | -------------------------- | -------------------- | ----- | --------------------------- | ------ | ----- | ----- |
|                            | Luigi Tommasino ✔️ Sindaco | 8.192                | 55,44 | Unione di Centro            | 1.878  | 12,99 | 2     |
| Sessa Domani               | Luigi Tommasino ✔️ Sindaco | 8.192                | 55,44 | 1.672                       | 11,56  | 2     |       |
| Il Popolo della Libertà    | Luigi Tommasino ✔️ Sindaco | 8.192                | 55,44 | 1.620                       | 11,20  | 2     |       |
| Patto Aurunco              | Luigi Tommasino ✔️ Sindaco | 8.192                | 55,44 | 1.269                       | 8,78   | 2     |       |
| Nuovo PSI                  | Luigi Tommasino ✔️ Sindaco | 8.192                | 55,44 | 1.268                       | 8,77   | 2     |       |
|                            | Carmela Messa              | 6.321                | 42,78 | Partito Socialista Italiano | 2.299  | 15,90 | 2     |
| Partito Democratico        | Carmela Messa              | 6.321                | 42,78 | 1.253                       | 8,67   | 1     |       |
| Riformisti e Democratici   | Carmela Messa              | 6.321                | 42,78 | 968                         | 6,69   | 1     |       |
| Svolta Democratica         | Carmela Messa              | 6.321                | 42,78 | 947                         | 6,55   | 1     |       |
| Sinistra Ecologia Libertà  | Carmela Messa              | 6.321                | 42,78 | 621                         | 4,29   | -     |       |
| Insieme per Sessa          | Carmela Messa              | 6.321                | 42,78 | 218                         | 1,51   | -     |       |
| Federazione della Sinistra | Carmela Messa              | 6.321                | 42,78 | 161                         | 1,11   | -     |       |
| Italia dei Valori          | Carmela Messa              | 6.321                | 42,78 | 155                         | 1,07   | -     |       |
| Seggio di coalizione       | Seggio di coalizione       | Seggio di coalizione | 42,78 | 1                           |        |       |       |
|                            | Bruno Di Mambro            | 263                  | 1,78  | Rinnoviamo!                 | 130    | 0,90  | -     |
| Totale                     | Totale                     | 14.459               | 100   |                             | 14.776 | 100   | 20    |

## Salerno

### Salerno
| Candidati                                   | Candidati                   | Voti                        | %     | Liste                            | Voti   | %     | Seggi |
| ------------------------------------------- | --------------------------- | --------------------------- | ----- | -------------------------------- | ------ | ----- | ----- |
|                                             | Vincenzo De Luca ✔️ Sindaco | 66.761                      | 74,42 | Progressisti per Salerno         | 21.963 | 25,94 | 10    |
| Campania Libera                             | Vincenzo De Luca ✔️ Sindaco | 66.761                      | 74,42 | 12.797                           | 15,11  | 5     |       |
| Salerno per i Giovani                       | Vincenzo De Luca ✔️ Sindaco | 66.761                      | 74,42 | 12.428                           | 14,68  | 5     |       |
| Partito Socialista Italiano                 | Vincenzo De Luca ✔️ Sindaco | 66.761                      | 74,42 | 3.858                            | 4,56   | 1     |       |
| Sinistra Ecologia Libertà                   | Vincenzo De Luca ✔️ Sindaco | 66.761                      | 74,42 | 3.182                            | 3,76   | 1     |       |
|                                             | Anna Ferrazzano             | 15.715                      | 17,52 | Il Popolo della Libertà          | 10.045 | 11,86 | 4     |
| Principe Arechi                             | Anna Ferrazzano             | 15.715                      | 17,52 | 4.987                            | 5,89   | 2     |       |
| Alleanza per Salerno                        | Anna Ferrazzano             | 15.715                      | 17,52 | 4.669                            | 5,51   | 1     |       |
| Alleanza di Centro per la Libertà-La Destra | Anna Ferrazzano             | 15.715                      | 17,52 | 1.037                            | 1,22   | -     |       |
| Noi Sud                                     | Anna Ferrazzano             | 15.715                      | 17,52 | 781                              | 0,92   | -     |       |
| Forza del Sud                               | Anna Ferrazzano             | 15.715                      | 17,52 | 43                               | 0,05   | -     |       |
| Seggio al candidato sindaco                 | Seggio al candidato sindaco | Seggio al candidato sindaco | 17,52 | 1                                |        |       |       |
|                                             | Salvatore Gagliano          | 3.339                       | 3,72  | Unione di Centro                 | 4.653  | 5,49  | 1     |
| UDEUR - Popolari per il Sud                 | Salvatore Gagliano          | 3.339                       | 3,72  | 864                              | 1,02   | -     |       |
| Alleanza per l'Italia                       | Salvatore Gagliano          | 3.339                       | 3,72  | 232                              | 0,27   | -     |       |
| Seggio al candidato sindaco                 | Seggio al candidato sindaco | Seggio al candidato sindaco | 3,72  | 1                                |        |       |       |
|                                             | Rosa Egidio Masullo         | 2.008                       | 2,24  | Federazione della Sinistra       | 886    | 1,05  | -     |
| Italia dei Valori                           | Rosa Egidio Masullo         | 2.008                       | 2,24  | 650                              | 0,77   | -     |       |
| Salerno Democratica                         | Rosa Egidio Masullo         | 2.008                       | 2,24  | 583                              | 0,69   | -     |       |
|                                             | Andrea Cioffi               | 1.676                       | 1,87  | Movimento 5 Stelle               | 928    | 1,10  | -     |
|                                             | Valerio Torre               | 204                         | 0,23  | Partito di Alternativa Comunista | 97     | 0,11  | -     |
| Totale                                      | Totale                      | 89.703                      | 100   |                                  | 84.683 | 100   | 32    |

### Nocera Inferiore
| Candidati                                  | Candidati                                | Voti                 | %     | Liste                   | Voti   | %     | Seggi |
| ------------------------------------------ | ---------------------------------------- | -------------------- | ----- | ----------------------- | ------ | ----- | ----- |
|                                            | Manlio Torquato Accede al ballottaggio   | 11.130               | 35,73 | Manlio Torquato Sindaco | 2.478  | 8,17  | 3     |
| Popolari per Nocera                        | Manlio Torquato Accede al ballottaggio   | 11.130               | 35,73 | 1.978                   | 6,52   | 2     |       |
| Nocera Civile                              | Manlio Torquato Accede al ballottaggio   | 11.130               | 35,73 | 1.153                   | 3,80   | 1     |       |
| Futuro e Libertà per l'Italia              | Manlio Torquato Accede al ballottaggio   | 11.130               | 35,73 | 779                     | 2,57   | -     |       |
| Unione di Centro                           | Manlio Torquato Accede al ballottaggio   | 11.130               | 35,73 | 554                     | 1,83   | -     |       |
| I Riformisti Lista della Rosa              | Manlio Torquato Accede al ballottaggio   | 11.130               | 35,73 | 493                     | 1,63   | -     |       |
| Nocera Protagonista                        | Manlio Torquato Accede al ballottaggio   | 11.130               | 35,73 | 354                     | 1,17   | -     |       |
| Forza del Sud                              | Manlio Torquato Accede al ballottaggio   | 11.130               | 35,73 | 276                     | 0,91   | -     |       |
|                                            | Adriano Bellacosa Accede al ballottaggio | 14.567               | 46,76 | Il Popolo della Libertà | 5.463  | 18,01 | 5     |
| Nocera Rinasce                             | Adriano Bellacosa Accede al ballottaggio | 14.567               | 46,76 | 4.471                   | 14,74  | 4     |       |
| Principe Arechi                            | Adriano Bellacosa Accede al ballottaggio | 14.567               | 46,76 | 3.161                   | 10,42  | 2     |       |
| Nocera per la Libertà                      | Adriano Bellacosa Accede al ballottaggio | 14.567               | 46,76 | 2.328                   | 7,68   | 2     |       |
| Castello Fienga                            | Adriano Bellacosa Accede al ballottaggio | 14.567               | 46,76 | 1.305                   | 4,30   | 1     |       |
| Noi Sud-Democrazia Popolare per la Libertà | Adriano Bellacosa Accede al ballottaggio | 14.567               | 46,76 | 821                     | 2,71   | -     |       |
| Alleanza di Centro per la Libertà          | Adriano Bellacosa Accede al ballottaggio | 14.567               | 46,76 | 35                      | 0,12   | -     |       |
| Seggio di coalizione                       | Seggio di coalizione                     | Seggio di coalizione | 46,76 | 1                       |        |       |       |
|                                            | Felice Ianniello                         | 5.453                | 17,51 | Partito Democratico     | 3.119  | 10,28 | 2     |
| Italia dei Valori                          | Felice Ianniello                         | 5.453                | 17,51 | 625                     | 2,06   | -     |       |
| Nocera Libera                              | Felice Ianniello                         | 5.453                | 17,51 | 583                     | 1,92   | -     |       |
| Nocera Riformista                          | Felice Ianniello                         | 5.453                | 17,51 | 193                     | 0,64   | -     |       |
| Sinistra Ecologia Libertà                  | Felice Ianniello                         | 5.453                | 17,51 | 161                     | 0,53   | -     |       |
| Seggio di coalizione                       | Seggio di coalizione                     | Seggio di coalizione | 17,51 | 1                       |        |       |       |
| Totale                                     | Totale                                   | 30.330               | 100   |                         | 31.150 | 100   | 24    |